# Прапор Канзасу
Прапор штату Канзас (англ. Flag of Kansas) — один з символів американського штату Канзас. Перший прапор Канзасу був розроблений в 1925 році і офіційно затверджений у 1927 році. Він виглядав так само, як сучасний, за винятком того, що на ньому було відсутнє назва штату, доданий у 1963 році.

## Опис прапора
Прапор Канзасу являє собою прямокутне полотнище темно-синього кольору, в центрі полотнища зображена друк штату, над нею — квітка соняшника на синьо-золотому бруску, під нею — друкованими літерами слово «Канзас» (з англ. Канзас).

## Символіка прапора
На прапорі, мовою символів та алегорій, відображена історія штату Канзас:
- Пейзаж з сонцем, що сходить — схід
- Річка і пароплав — торгівля
- Будиночок поселенця і людина що оре поле — сільське господарство
- Караван фургонів рухомих на захід — американська експансія
- Індіанці що полюють на американських бізонів — корінних мешканців цих місць
- Група з 34 зірок — 34-й штат США
- Державний девізAd Astra Per Aspera- з лат. Через терни до зірок
- Синьо-золотий брусок — покупка Луїзіани, з частини земель якої утворився штат Канзас
- Соняшник — квітка штату